# Caratê nos Jogos Europeus de 2015 - Até 60 kg masculino
A competição masculina até 60 kg do caratê nos Jogos Europeus de 2015 foi realizada no Baku Crystal Hall em 13 de junho de 2015. 

## Calendário
Horário de verão do Azerbaijão (UTC+5).
| Data        | Horário | Fase                |
| ----------- | ------- | ------------------- |
| 13 de junho | 11:00   | Fase qualificatória |
| 13 de junho | 16:00   | Semifinal           |
| 13 de junho | 18:00   | Final               |

## Medalhistas
| Ouro   | AZE Firdovsi Farzaliyev |
| Prata  | ITA Luca Maresca        |
| Bronze | MKD Emil Pavlov         |

## Resultados

### Fase qualificatória

#### Grupo A
| Atleta                  | J | V | E | D | Pontos | Pontos | Pontos |
| Atleta                  | J | V | E | D | GP     | GC     | Dif    |
| ----------------------- | - | - | - | - | ------ | ------ | ------ |
| AZE Firdovsi Farzaliyev | 3 | 3 | 0 | 0 | 12     | 2      | +10    |
| ITA Luca Maresca        | 3 | 2 | 0 | 1 | 12     | 5      | +7     |
| ESP Matias Gomez Garcia | 3 | 1 | 0 | 2 | 11     | 4      | +7     |
| ALB Halil Marqeshi      | 3 | 0 | 0 | 3 | 0      | 24     | -24    |

|                         | Placar |                         |
| ----------------------- | ------ | ----------------------- |
| ITA Luca Maresca        | 8–0    | ALB Halil Marqeshi      |
| ESP Matias Gomez Garcia | 0–2    | AZE Firdovsi Farzaliyev |
| ITA Luca Maresca        | 2–4    | AZE Firdovsi Farzaliyev |
| ESP Matias Gomez Garcia | 10–0   | ALB Halil Marqeshi      |
| ALB Halil Marqeshi      | 0–6    | AZE Firdovsi Farzaliyev |
| ITA Luca Maresca        | 2–1    | ESP Matias Gomez Garcia |

#### Grupo B
| Atleta               | J | V | E | D | Pontos | Pontos | Pontos |
| Atleta               | J | V | E | D | GP     | GC     | Dif    |
| -------------------- | - | - | - | - | ------ | ------ | ------ |
| SRB Marko Antic      | 3 | 2 | 1 | 0 | 3      | 0      | +3     |
| MKD Emil Pavlov      | 3 | 1 | 2 | 0 | 2      | 1      | +1     |
| RUS Evgeny Plakhutin | 3 | 0 | 2 | 1 | 0      | 2      | -2     |
| FRA Sofiane Agoudjil | 3 | 0 | 1 | 2 | 1      | 3      | -2     |

|                      | Placar |                      |
| -------------------- | ------ | -------------------- |
| FRA Sofiane Agoudjil | 0–1    | SRB Marko Antic      |
| RUS Evgeny Plakhutin | 0–0    | MKD Emil Pavlov      |
| FRA Sofiane Agoudjil | 1–2    | MKD Emil Pavlov      |
| RUS Evgeny Plakhutin | 0–2    | SRB Marko Antic      |
| SRB Marko Antic      | 0–0    | MKD Emil Pavlov      |
| FRA Sofiane Agoudjil | 0–0    | RUS Evgeny Plakhutin |

### Finais
|  | Semifinais              | Semifinais       |   |                 | Final                   | Final |  |
|  |                         |                  |   |                 |                         |       |  |
|  |                         |                  |   |                 |                         |       |  |
|  | AZE Firdovsi Farzaliyev | 8                |   |                 |                         |       |  |
|  | MKD Emil Pavlov         | 0                |   |                 |                         |       |  |
|  |                         |                  |   |                 |                         |       |  |
|  |                         |                  |   |                 |                         |       |  |
|  |                         |                  |   |                 | AZE Firdovsi Farzaliyev | 4     |  |
|  |                         | ITA Luca Maresca | 0 |                 |                         |       |  |
|  |                         |                  |   |                 |                         |       |  |
|  |                         |                  |   |                 |                         |       |  |
|  |                         |                  |   |                 | Disputa pelo bronze     |       |  |
|  |                         |                  |   |                 |                         |       |  |
|  | ITA Luca Maresca        | 6                |   | MKD Emil Pavlov | 2                       |       |  |
|  | SRB Marko Antic         | 2                |   |                 | SRB Marko Antic         | 0     |  |